# The Lost and the Plunderers
«Los Abandonados y los Saqueadores» —título original en inglés: «The Lost and the Plunderers»— es el décimo episodio de la octava temporada de la serie de televisión posapocalíptica, horror The Walking Dead , que salió al aire en el canal AMC el 4 de marzo de 2018. Fox lo estrenó en España e Hispanoamérica el día siguiente, respectivamente. Angela Kang, Channing Powell y Corey Reed se encargaron en el guion del episodio y David Boyd dirigió el episodio.
Este episodio marca las salídas de los actores recurrentes Thomas Francis Murphy (Brion) y
Sabrina Gennarino (Tamiel), debido a que sus personajes son asesinados por Simon (Steven Ogg).

## Trama
MICHONNE
Después de enterrar a Carl, Rick (Andrew Lincoln) y Michonne (Danai Gurira) reúnen los suministros restantes de Alexandría y abandonan la comunidad ya que nuevamente es invadida por caminantes; Michonne intenta evitar que un incendio alcance a un cenador que Carl disfrutó, pero Rick la convence de que lo deje pasar. En el camino, Rick considera lo que Carl le dijo, y por su consejo, se dirige a ver Jadis (Pollyanna McIntosh) y los basureros, que habían presenciado lo que sucedió en el Santuario de los salvadores.
NEGAN
Mientras tanto, en el Santuario, Negan (Jeffrey Dean Morgan) ordena a sus hombres que busquen a los residentes de Alexandria e instruye a Simon (Steven Ogg) para ir donde los carroñeros con su "oferta estándar", para matar a uno de ellos para poner al resto en la fila, recordándole que valora a la gente como recursos para ser salvo lo contrario. En ese momento, reciben una caja enviada por la comunidad de Hilltop con el mensaje de "retirarse", que contiene el cuerpo reanimado de Dean (Adam Fristoe), uno de los hombres de Simon. Simon, no contento con el enfoque de Negan y sabiendo que Hilltop tiene el resto de sus 38 hombres en cautiverio, ambos entran en una acalorada discusión sobre cómo manejar el liderazgo, Negan enojado le sugiere a Simon que haga su trabajo como es debido, y este va al depósito de chatarra de los carroñeros, en colideración con Gary (Mike Seal) y varios salvadores.
ENID
Por otro lugar, Enid (Katelyn Nacon) y Aaron (Ross Marquand) son llevados a la comunidad de Oceanside como prisioneros por matar a su líder, Natania. La nieta de Natania, Cyndie (Sydney Park), luego de escuchar las súplicas de Enid, decide dejarlos con vida, pero les ordena que nunca regresen. Una vez escoltado fuera de Oceanside, Aaron insiste en que Enid regrese a Hilltop para informarles lo que sucedió mientras intentará regresar a Oceanside y convencerlos de que ayuden.
SIMON
Simon logra llegar a la comunidad de la chatarra y los carroñeros armados logran ser reducidos ante un masivo ejército salvador y este acusa a Jadis de regresar a su traición a los salvadores, pero le da la oferta de Negan de regresar a los términos originales de su trato y entregar todas sus armas. Jadis está de acuerdo, pero Simon no cree que Jadis muestre suficiente remordimiento y asesina a sus dos tenientes, Tamiel (Sabrina Gennarino) y Brion (Thomas Francis Murphy), a sangre fría. Ella lo golpea, haciendo que Simon ordene a sus hombres que maten al resto de los carroñeros. Después, Simon le informa a Negan que todo fue bien, aunque ve pintura en su zapato por la pelea con Jadis.
JADIS
Para cuando Rick y Michonne llegan al depósito de chatarra, todos los carroñeros están muertos y han reanimado. Encuentran a Jadis viva y sola, habiendo dejado a un lado su naturaleza distante. Ella explica que ella había sido una artista antes del brote, que había utilizado el depósito de chatarra para los materiales, pero después, ella y los carroñeros vieron el depósito de chatarra como una forma de mantenerse aislados del resto del mundo mientras usaban todo el patio como lienzo. Rick, cansado de los engaños de Jadis, decide abandonarla. Cuando él y Michonne escapan, Jadis atrae a los caminantes restantes a una trituradora industrial para salvarse y logra demolerlos en pulpa, tras lo cual se larga en llanto mientras ve a sus antiguos amigos muertos.
RICK
Mientras se alejan, Rick se toma un momento para detenerse y leer las cartas de Carl, incluida una que le escribió a Negan. Inclinado a contactar a Negan por walkie-talkie, Rick decide informarle que Carl está muerto y que su hijo le escribió una carta a Negan, pidiéndole que dejara de pelear. Negan recibe la noticia, pero Rick jura seguir luchando y matar a Negan. Profundamente entristecido por la muerte de Carl, Negan responde que fue el intenso enfoque de Rick en su guerra con Negan lo que lo llevó a él y que Rick fracasó como líder y como padre.

## Recepción

### Recepción crítica
El episodio recibió críticas generalmente positivas de los críticos. En Rotten Tomatoes, tiene un 80% con una calificación promedio de 6.71 de 10, basado en 20 revisiones. El consenso del sitio dice: "The Lost and the Plunderers" adopta un enfoque segmentado para centrarse en los personajes individuales, -- aunque con resultados mixtos."

### Índices de audiencia
El episodio obtuvo una audiencia total de 6.82 millones con una calificación de 2.9 en adultos entre 18 y 49 años. Esto marcó la calificación más baja de adultos de la serie 18-49 desde la primera temporada y su audiencia más pequeña desde la segunda temporada en el episodio "Judge, Jury, Executioner", que tenía 6,77 millones de espectadores.